# Brändön (Luleå)
Brändön is een stadje (tätort) binnen de Zweedse gemeente Luleå. Het stadje is gelegen op het gelijknamige eiland in de Botnische Golf. De plaats is al bewoond sinds de middeleeuwen en wordt genoemd in het belastingregister van 1543.
Bestuurscentrum: Luleå (Tätort)
Tätort: Alvik · Antnäs · Bälinge · Bensbyn · Bergnäset · Brändön · Ersnäs · Gammelstad · Jämtön · Kallax · Karlsvik · Klöverträsk · Måttsund · Persön · Råneå · Rutvik · Södra Sunderbyn
Småort: Ale · Ängesbyn · Avan · Björknäs en Harrviken · Björsbyn · Böle · Börjelslandet · Brännan · Bränslan · Fällträsk · Gäddvik · Hagaviken · Midbyn · Mörön · Niemisel · Norra Gäddvik · Örarna · Reveln · Smedsbyn · Södra Prästholm · Sundom · Vitå
Overig: Alhamn · Skäret · Niemiholm